# Maurolicus breviculus
Maurolicus breviculus is een  straalvinnige vissensoort uit de familie van diepzeebijlvissen (Sternoptychidae). De wetenschappelijke naam van de soort is voor het eerst geldig gepubliceerd in 1993 door Parin & Kobyliansky.
De soort staat op de Rode Lijst van de IUCN als niet bedreigd, beoordelingsjaar 2009.